# Einfach Genial (Legespiel)

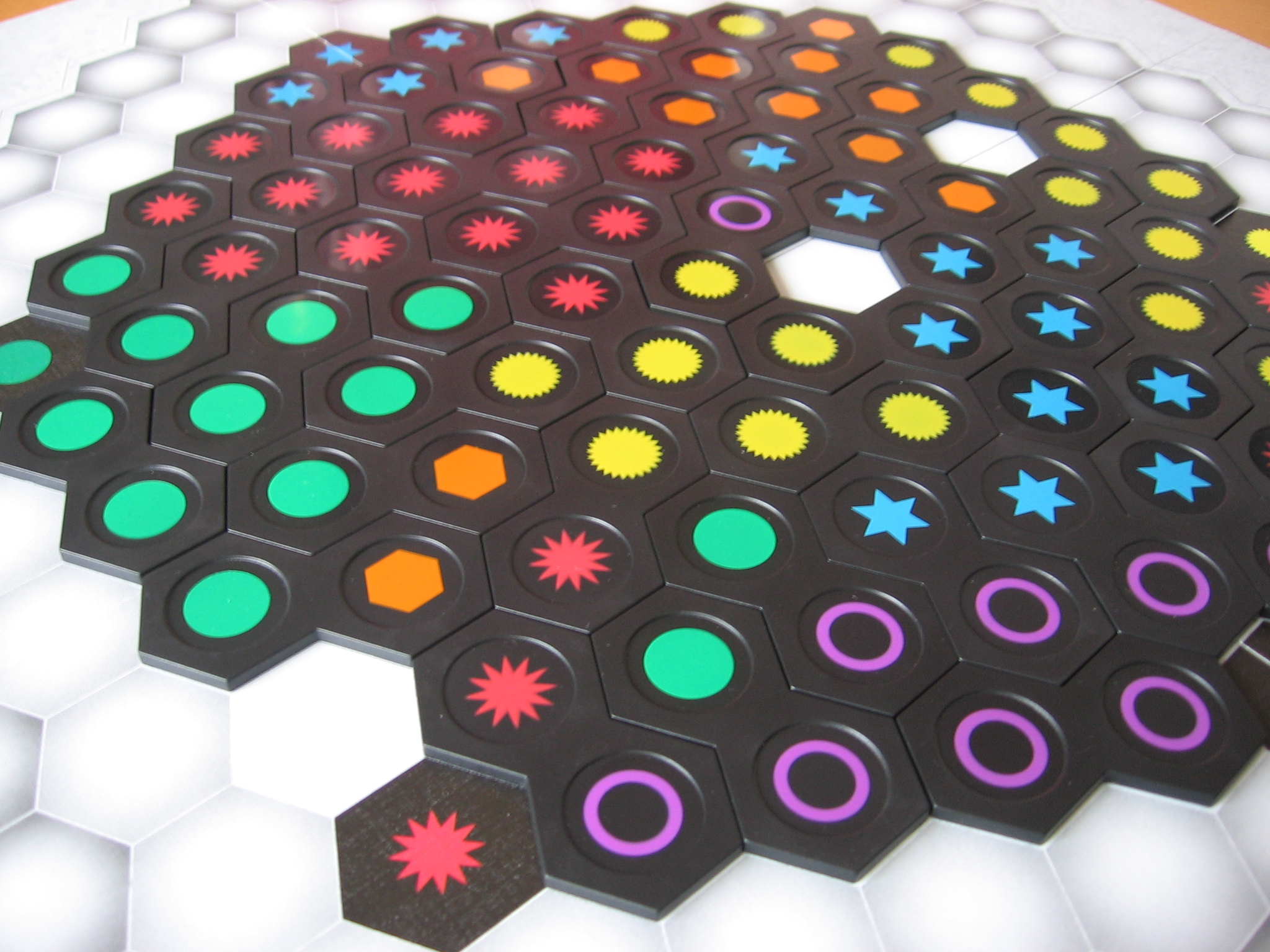
Spielbrett

Einfach Genial ist ein abstraktes Legespiel von Reiner Knizia. Das Spielprinzip erinnert an Domino, die Steine aus doppelten Sechsecken werden jedoch nicht linear, sondern in der Fläche angelegt. Das Spiel für 2–4 Spieler (mit einer Variante für Einzelspieler) ab 10 Jahren dauert 45–60 Minuten und ist auf Deutsch im Jahr 2004 bei Kosmos erschienen. Mittlerweile wird es international von über 15 Spieleverlagen vertrieben.
Es wurde im selben Jahr als eines von fünf Spielen für den Kritikerpreis Spiel des Jahres nominiert und erreichte Platz 5 des Deutschen Spiele Preises. Es gewann den österreichischen Preis Spiel der Spiele und den Schweizer Spielepreis in der Kategorie Strategiespiele, außerdem im Jahr 2010 den MinD-Spielepreis.

## Thema und Ausstattung
Einfach Genial verzichtet auf jede Einkleidung in eine Geschichte, und auch die Gestaltung des Spielbrettes ist abstrakt. Jeder Spieler spielt gleichzeitig mit allen Symbolen gegen alle anderen Mitspieler.
Das große Spielfeld ist mit einem Sechseck bedruckt, das in lauter kleine Sechsecke unterteilt ist. Die flachen Spielsteine aus dunklem Kunststoff bestehen aus zwei kleinen zusammenhängenden Sechsecken, die jeweils mit einem von sechs Symbolen bedruckt sind. Ein solcher Doppelstein kann zweimal dasselbe oder unterschiedliche Muster aufweisen. Die Symbole sind sowohl nach Farbe wie nach Form deutlich unterschieden und erleichtern so das Spiel auch farbenblinden oder sehbehinderten Mitspielern.

## Spielablauf
Jeder Spieler hält immer sechs zufällig gezogene Spielsteine verdeckt auf der Hand oder einem Ablagebrett und legt in jeder Runde einen davon ab. Die Steine können an völlig beliebigen Stellen abgelegt werden. Punkte erhält man jedoch nur, wenn man gleiche Symbole aneinanderlegt. Für alle schon liegenden Spielsteine mit dem gleichen Symbol, die in direkter Linie von den insgesamt zehn Kanten des eigenen Spielsteins ausgehen, erhält der Spieler einen Punkt.
Diese Punkte markiert er getrennt nach Symbolen auf seinem Wertungsbrett mit einem kleinen farbigen Stein. Erreicht ein Spieler mit einem Stein den Höchstwert von 18 Punkten, darf er sofort einen weiteren Stein platzieren. Ziel des Spieles ist es, in allen sechs Symbolen vorwärtszukommen. Das Ende des Spiels ist erreicht, wenn kein Spielstein mehr auf das Brett passt oder (sehr selten) wenn ein Spieler in allen sechs Symbolen den Höchstwert erreicht.
Es gewinnt der Spieler, dessen am weitesten zurückliegendes Symbol die meisten Punkte erreicht hat.

## Zielgruppe
Trotz der Einstufung als abstraktes Strategiespiel ist „Einfach Genial“ sehr schnell erlernbar und ist so auch für Gelegenheitsspieler attraktiv. Der Spielcharakter ändert sich mit der Zahl der Spieler. Zu zweit ist es ein taktisches Spiel, mit vielen Möglichkeiten für konstruktives und destruktives Verhalten. Mit mehr Spielern nimmt die intuitive Komponente zu. Das Solospiel ist stärker zufallsbestimmt und ähnelt einer Patience.

## Varianten
2005 erschien „Einfach Genial“ bei United Soft Media als Computerspiel, bei dem der Spieler gegen den Computer antreten kann, der in drei Schwierigkeitsgraden spielt.
Eine spezielle Version für zwei Spieler, die durch steckbare Elemente als Reise-Edition gedacht ist, kam 2006 auf den Markt. Sie verwendet ein kleineres Spielfeld und weniger Steine.